# Klauwolie

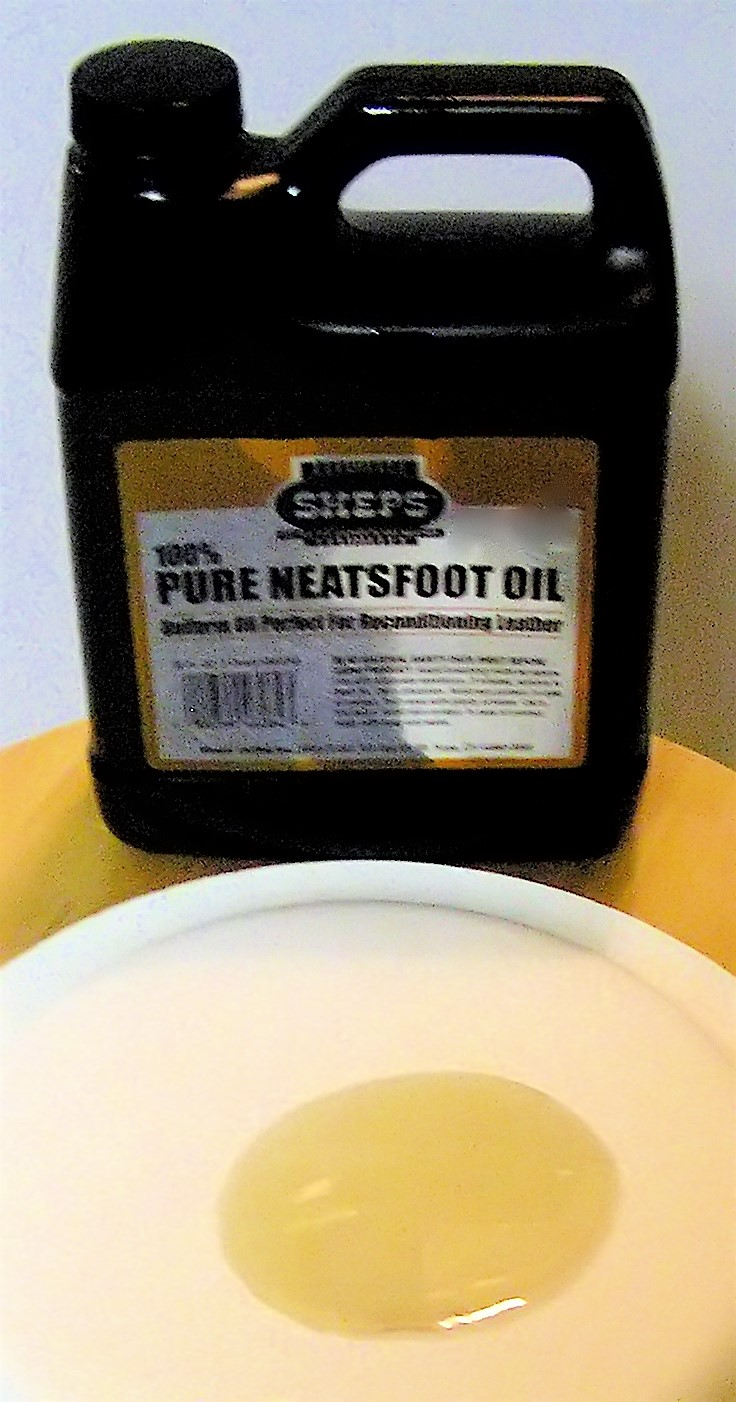
Klauwolie

Klauwolie (ook: hoevenolie of ossepootolie) is een dierlijke olie die wordt verkregen door het in water uitkoken van de voetbeentjes van paarden, schapen of runderen.
Klauwolie wordt gebruikt voor de smering van fijne mechanismen. Daarnaast wordt het gebruikt voor het onderhoud van leer.